# ستيفن تشونغ
ستيفن تشونغ (بالإنجليزية: Steven Chong)‏ هو محامي وقاضي سنغافوري، ولد في 1957.